# Scutellospora dipapillosa
Scutellospora dipapillosa är en svampart som först beskrevs av C. Walker & Koske, och fick sitt nu gällande namn av C. Walker & F.E. Sanders 1986. Scutellospora dipapillosa ingår i släktet Scutellospora och familjen Gigasporaceae.   Inga underarter finns listade i Catalogue of Life.